# Лейк-Тангелвуд (Техас)
Лейк-Тангелвуд (англ. Lake Tanglewood) — селище (англ. village) в США, в окрузі Рендалл штату Техас. Населення — 686 осіб (2020).

## Географія
Лейк-Тангелвуд розташований за координатами 35°3′16″ пн. ш. 101°46′54″ зх. д. / 35.05444° пн. ш. 101.78167° зх. д. (35.054423, -101.781665).  За даними Бюро перепису населення США в 2010 році селище мало площу 3,83 км², з яких 2,86 км² — суходіл та 0,97 км² — водойми.

## Демографія
Згідно з переписом 2010 року, у селищі мешкало 796 осіб у 337 домогосподарствах у складі 275 родин. Густота населення становила 208 осіб/км².  Було 433 помешкання (113/км²).
Расовий склад населення:
| - 98,4 % — білих - 0,4 % — азіатів - 0,1 % — корінних американців - 0,1 % — чорних або афроамериканців |

До двох чи більше рас належало 0,5 %. Частка іспаномовних становила 2,5 % від усіх жителів.
За віковим діапазоном населення розподілялося таким чином: 15,8 % — особи молодші 18 років, 62,6 % — особи у віці 18—64 років, 21,6 % — особи у віці 65 років та старші. Медіана віку мешканця становила 52,1 року. На 100 осіб жіночої статі у селищі припадало 106,2 чоловіків;  на 100 жінок у віці від 18 років та старших — 101,2 чоловіків також старших 18 років.
Середній дохід на одне домашнє господарство  становив 132 811 долар США (медіана — 104 750), а середній дохід на одну сім'ю — 153 276 доларів (медіана — 118 625). Медіана доходів становила 75 714 долари для чоловіків та 52 250 доларів для жінок. За межею бідності перебувало 7,8 % осіб, у тому числі 22,9 % дітей у віці до 18 років та 1,7 % осіб у віці 65 років та старших.
Цивільне працевлаштоване населення становило 360 осіб. Основні галузі зайнятості: освіта, охорона здоров'я та соціальна допомога — 26,1 %, роздрібна торгівля — 14,2 %, науковці, спеціалісти, менеджери — 13,6 %.